# Binokulární vidění

Mějme v prostoru bod P, na který je zaměřen zrak a který vytváří obrazy na sítnicích obou očí. Dále mějme bod Q v prostoru, který vytvoří taktéž obrazy na sítnicích obou očí. Tyto obrazy (L a R) jsou na sítnici ve stejné vzdálenosti od obrazů (F) bodu P. Všechny takové body, jejichž obrazy na sítnicích jsou stejně vzdálené, mají nulovou disparitu a vnímáme je ve stejné hloubce. Říkáme o nich, že leží na horopteru.

Binokulární vidění znamená vidění oběma očima zároveň. Znamená to, že se obrazy vnímané simultánně oběma očima spojí v jeden a navíc nám umožňuje vnímat hloubku prostoru. Není vrozené, nýbrž se u každého jedince vyvíjí od narození až do jednoho roku a až do 6 až 8 let dochází k jeho upevňování. Rozvoj probíhá přibližně paralelně ve třech složkách optické, motorické, senzorické.
Jde o přirozenou lidskou vlastnost. Tuto vlastnost má každý zdravý jedinec, který má správně vyvinuté obě oči a jehož nervová soustava z nich umožňuje správně zpracovávat signály. Při pohledu každým okem samostatně je člověk schopen vnímat obraz jednotlivě z každého oka. Při pohledu oběma očima jsou však tyto obrazy spojeny v jeden (tzv. fúze obrazu) a je umožněno vnímání hloubky obrazu. Zorná pole obou očí zabírají odlišnou oblast. Tyto oblasti se ovšem překrývají. Stereoskopické vidění je umožněno právě v oblasti tohoto průniku.
Při ostření na určitý bod v prostoru se oči natočí tak, aby se jejich zorné osy v tomto bodě protínaly (pokud k tomuto protnutí nedochází, je tento patofyziologický jev označován jako strabismus). Úhel, který přitom osy očí svírají, se nazývá stereoskopická paralaxa. Obraz nazíraného bodu se promítne do identického místa obou sítnic. Mozek pak provede fúzi obrazu a je tak vyvolán jediný optický vjem. Množina bodů v prostoru, jejichž obrazy dopadají na identická místa na sítnicích, se označuje jako horopter. Mozek vnímá hloubku na základě porovnávání s dalšími objekty, proto nám např. dělá problém určit vzdálenost samotného objektu ve scéně před zeleným pozadím. Mozek totiž nemá s čím porovnávat.

## Tři stupně binokulárního vidění
- simultánní vidění, tj. každé oko vnímá svůj obraz okolí
- fúze, tj. obraz okolí je vnímán oběma očima jako jeden vjem
- stereopse, tj. schopnost vytvořit hloubkový vjem, vzniká trojrozměrný obraz